# إدون

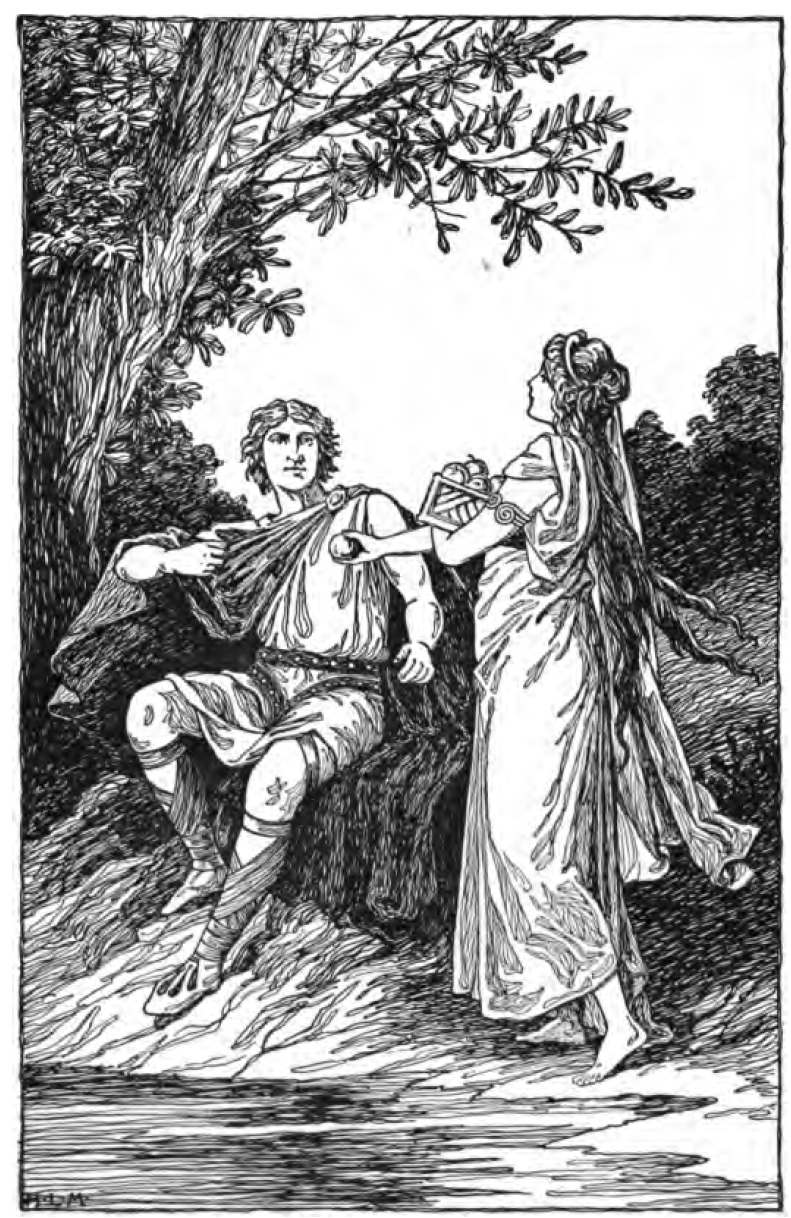
إدون تعطي التفاحات إلى لوكي

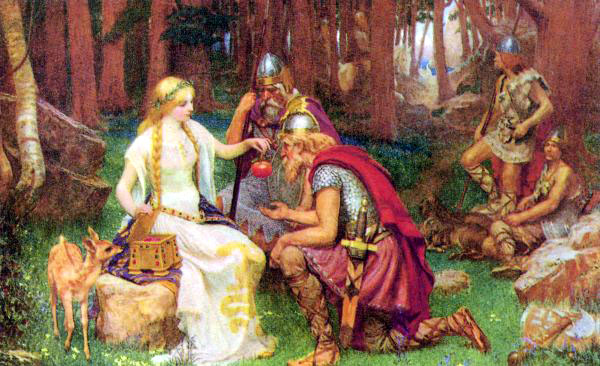
إدون والتفاحات

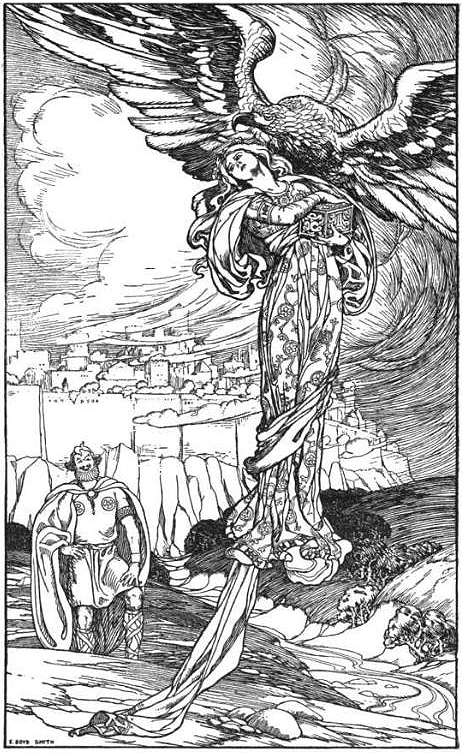
ثيازي يختطف إدون

إدون أو إذون Iðunn هي شخصية في الأساطير الإسكندنافية، وهي الإلهة المرتبطة بالتفاح والشباب. وتظهر إيدون في قصائد شعر إيدا التي جمعت في القرن الثالث عشر من مصادر تقليدية سابقة، وقصائد نثر إيدا، التي كتبت في القرن الثالث عشر بقلم سنوري سترلسون. في كلا المصدرين، وصفت بأنها زوجة الإله براغي، وفي إيدا النثرية، فهي تمثل حارسة التفاح أيضاً وتمنح الشباب الأبدي.
تروي إيدا النثرية أن العملاق ثيازي أجبر الإله لوكي في إحدى المرات على إغراء إدون لتخرج من أرض أسكارد إلى إحدى الغابات، حيث وعدها بثمار تفاح جميلة. تحول ثيازي إلى شكل نسر، وخطف إدون من الغابة وأخذها إلى بيته. بدأت الآلهة تشيخ وتشيب بسبب غياب إدون، وأدركوا أن لوكي هو المسؤول عن اختفائها. وعد لوكي بأن يعيدها، وتحول إلى شكل صقر، ووجدها وحدها في بيت ثيازي. ثم حولها إلى حبة جوز وعاد بها إلى أسكارد. أدرك ثيازي أن إدون قد اختفت، فتحول إلى نسر وظل يطارد لوكي بشراسة. بنى الآلهة محرقة في أسكارد، وبعد أن توقف لوكي فجأة، اشتعلت النيران في ريش ثيازي ووقع، فقامت الآلهة بقتله.
هناك عدد من النظريات تحيط بأسطورة إدون، بما في ذلك ارتباطها المحتمل بالخصوبة، واحتمال أن يكون أصلها من الأديان الهندو أوروبية الأولى. ظلت إدون لزمن طويل موضوعاً في العديد من الأعمال الفنية، ويشار إليها أحياناً في الثقافة الشعبية الحديثة.

## الاسم
اعتبر أن اسم إدون يعني «الشابة دوما» أو «معيدة الشباب». ينطق اسمها في الللغة النورسية القديمة «إذون»، إلا أنه تحول إلى إدون لاختفاء حرف ð (والذي يقابل حرف ذ بالعربية) من اللغة الإنجليزية الحديثة. كما يظهر أيضا بتحريفه اللاتيني إدونا أو Iduna.
يظهر اسم إدون كاسم علم في العديد من المصادر التاريخية، ويسجل كتاب الاستيطان Landnámabók أن الاسم استخدم في أيسلندا كاسم علم منذ الفترة الوثنية (القرن العاشر). يذكر كتاب الاستيطان امرأتين حملتا اسم إدون. وهما إدون أرماردوتير، ابنة أحد المستوطنين الأوائل، وإدون مولدا غنوبسدوتير، حفيدة أحد أقدم المستوطنين المسجلين في الكتاب. وقد فسر اسم إدون باعتباره أصل الاسم ادوناي Idonae من الإنجليزية القديمة. ترى الكاتبة شارلوت ماري يونغ من القرن التاسع عشر أن اشتقاق اسم ادوناي من الإلهة إدون هو «شبه مؤكد»، مشيرة إلى أنه ورغم أن اسم ادوناي قد يكون «مؤنث اسم إدونيوس idoneus اللاتيني، فإن غياب الاسم عن البلدان اللاتينية قد يكون مؤشرا إلى أن الاسم اللاتيني كان مجرد تحريف كلاسيكي لاسم إلهة تفاح الشباب الشمالية».
اقترح الباحث جاكوب غريم من القرن التاسع عشر احتمال علاقة أصل الاسم باسم إيديس الجرماني. ويقول غريم كذلك أن الإلهة إدون قد عرفت باسم آخر.